# Бонинский тайфунник
Бонинский тайфунник (лат. Pterodroma hypoleuca) — морская птица из семейства буревестниковых, величиной с озёрную чайку.

## Внешний вид
Длина тела около 30 см, размах крыльев в среднем 67 см. Окраска контрастная, серая сверху и белая снизу, верх головы чёрный, в полёте на спине и крыльях тёмный рисунок в виде буквы «М». Клюв короткий, с крючком на конце, чёрного цвета.

## Ареал
Обитает на островах Тихого океана: Бонинских, Кадзан, Волкано и в западной части Гавайских островов. На кочевках встречается у берегов Сахалина и Курильских островов.

## Образ жизни
Гнездится колониями недалеко от берега океана. Питается головоногими моллюсками и рыбой. Питается в основном ночью, как сидя на воде во время захвата добычи, так и ныряя в воду с лёта
В гнездовой период ведёт ночной образ жизни. Гнёзда устраивает в норах, которые роет сам. В кладке 1 яйцо. Насиживание длится около 50 дней, птенцы покрыты густым серым пухом. Из гнезда они вылетают в возрасте 80 дней. Вне периода размножения бонинский тайфунник кочует в открытом море, к берегам приближается редко.